# Hallingebergs socken
Hallingebergs socken i Småland ingick i Södra Tjusts härad, ingår sedan 1971 i Västerviks kommun i Kalmar län och motsvarar från 2016 Hallingebergs distrikt.
Socknens areal är 172,05 kvadratkilometer, varav land 157,02. År 2000 fanns här 2 116 invånare. Tätorten Ankarsrum med Ankarsrums bruk samt kyrkbyn Hallingeberg med sockenkyrkan Hallingebergs kyrka ligger i socknen. 

## Administrativ historik
Hallingebergs socken har medeltida ursprung.
Före 4 november 1884 tillhörde en del av Ankarsrums bruk Hjorteds socken.
Vid kommunreformen 1862 övergick socknens ansvar för de kyrkliga frågorna till Hallingebergs församling och för de borgerliga frågorna till Hallingebergs landskommun, som 1971 uppgick i Västerviks  kommun. Församlingen uppgick 2012 i Hallingeberg-Blackstads församling.
1 januari 2016 inrättades distriktet Hallingeberg, med samma omfattning som församlingen hade 1999/2000.
Socknen har tillhört samma fögderier och domsagor som Södra Tjusts härad. De indelta soldaterna tillhörde Kalmar regemente, Sevedes kompani och Andra livgrenadjärregementet, Tjusts kompani. Den enda indelta båtsmnannen tillhörde Tjusts båtsmanskompani.

## Geografi
Hallingebergs socken ligger väster om Västervik kring Botorpsströmmen och sjöarna Långrammen, Kogaren och Långsjön. Socknen består av odlingsbygd i dalstråken och kuperad skogsbygd däromkring. Långsjön delas med Blackstads och Hjorteds socknar. Andra betydande insjöar är Fälgaren som delas med Törnsfalls och Gladhammars socknar samt Svinnaren som delas med Törnsfalls socken.
Sätesgårdar var Ankarsrums bruk, Anledebo herrgård och Rispetorps herrgård.
I kyrkbyn Hallingeberg fanns förr ett gästgiveri.

## Fornlämningar
Kända från socknen är ett flertal gravrösen med stensättningar från bronsåldern och några gravfält samt sex fornborgar från järnåldern.

## Befolkningsutveckling
Befolkningen ökade från 1 666 1810 till 3 188 år 1900. Efter att ha minskat till 2 756 1920 ökade folkmängden på nytt till 3 527 1950 varefter den minskade till 2 410 1990.

## Namnet
Namnet (1325 Hallingaberg) kommer från kyrkbyn. Förledet är hallingar är en inbyggarbeteckning i sin tur baserad på hall, klippa, häll, sten. Efterleden är berg.

## Personer från bygden
- Harald Wiberg, illustratör av naturmotiv född 1908
- Natanael Beskow, född 1865, predikant
- Gunnar Strååt, (1908-1996), skådespelare
- Thomas Funck, (1919-2010) barnboksförfattare och konstnär
- Tomas Boström,(1953- ) sångförfattare,musiker
- ( Uffe Ottosson, Uffe Balla Balla. Artist. Band, Filmer,Skådespelare, Ungdomsfilm Baby Balla Balla.2026. Historiefilm om **Hallingeberg 2025. Böcker 2026.
  -     - Musikhistoria, Ungdomsliv. Född i Hallingeberg, Backa. 1959.